# Parargestes tenuis
Parargestes tenuis is een eenoogkreeftjessoort uit de familie van de Argestidae. De wetenschappelijke naam van de soort werd in 1921 voor het eerst geldig gepubliceerd door Georg Ossian Sars.